# Crkva Uzvišenja sv. Križa u Rumi
Crkva Uzvišenja sv. Križa u Rumi sagrađena je 1813. godine i kao nepokretno kulturno dobro ima status spomenika kulture.

## Izgled
Crkva je građena kao jednobrodna klasicistička građevina, orijentirana u smjeru sjever - jug. Uobičajene je prostorne koncepcije s polukružnom oltarskom apsidom, izduženom lađom i visokim zvonikom koji dominira pročeljem. Na zapadnoj strani izgrađena je prostrana sakristija. Pročelja su oživljena kombinacijom plitkih pilastara i paralelno profiliranih vijenaca, čime je postignut sklad vertikalne i horizontalne raščlanjenosti. Posebna pažnja posvećena je uređenju sjevernog pročelja. Lučni portal uokviren je s dva para pilastara ukrašenih jonskim kapitelima. U zoni iznad portala nalazi se nekoliko niša sa skulpturama svetaca i prozorskim otvorom između njih, koji ponavlja oblik portala.
Prikaz Uzvišenja svetog Križa iznad glavnog oltara oslikao je 1828. godine Vincent Deutscher. Rezbarenje bočnih oltara povjereno je 1844. godine Eduardu Vladaršu. Slike Djevice Bezgrješne Marije i sv. Ivana Nepomuka djela su nepoznatih autora, a na temelju arhivske građe poznato je da je slika sv. Vendalina djelo Konstantina Pantelića 1841. godine. Slika Blagovijesti djelo je poznatog mađarskog slikara Peškije iz 1846. godine.

## Vanjske poveznice
|  | Zajednički poslužitelj ima još gradiva o temi Crkva Uzvišenja sv. Križa u Rumi |

- Rimokatolička župa Uzvišenja svetog Križa
- Списак споменика културе од великог значаја у Војводини  Arhivirana inačica izvorne stranice od 17. svibnja 2014. (Wayback Machine)
- Републички завод за заштиту споменика културе - Београд
- Листа споменика

Bilješka: Sadržaj ovog članka je delimično ili u cijelosti preuzet sa http://www.sanu.ac.rs . Nositelj autorskih prava nad materijalom dao je dopuštenje za njegovo objavljivanje pod slobodnom licencijom. Dokaz za to nalazi se na sustavu, a broj karte s konkretnom dozvolom je 2009072410055859 .